# Michał Szpak
Michał Szpak (Jasło, 26 november 1990) is een Pools zanger.

## Biografie
Szpak brak door in eigen land door in 2011 deel te nemen aan de Poolse versie van X Factor. Hij schopte het tot in de finale, waarin hij als tweede eindigde. Hij kreeg een platencontract van Universal en bracht nog in hetzelfde jaar zijn eerste album uit, getiteld XI. Daarna zou het tot 2015 duren eer er een tweede album kwam: Byle być sobą. In februari 2016 nam Szpak deel aan Krajowe Eliminacje, de Poolse preselectie voor het Eurovisiesongfestival. Met het nummer Color of your life won hij de nationale voorronde, waardoor hij zijn vaderland vertegenwoordigde op het Eurovisiesongfestival 2016 in de Zweedse hoofdstad Stockholm. Daar haalde hij de finale, waar hij als achtste eindigde.
1994: Edyta Górniak · 
1995: Justyna Steczkowska · 
1996: Kasia Kowalska · 
1997: Anna Maria Jopek · 
1998: Sixteen · 
1999: Mietek Szcześniak · 
2001: Piasek · 
2003: Ich Troje · 
2004: Blue Café · 
2005: Ivan & Delfin · 
2006: Ich Troje · 
2007: The Jet Set · 
2008: Isis Gee · 
2009: Lidia Kopania · 
2010: Marcin Mroziński · 
2011: Magdalena Tul · 
2014: Donatan & Cleo · 
2015: Monika Kuszyńska · 
2016: Michał Szpak · 
2017: Kasia Moś · 
2018: Gromee feat. Lukas Meijer · 
2019: Tulia · 
2021: Rafał · 
2022: Ochman · 
2023: Blanka · 
2024: Luna · 
2025: Justyna Steczkowska
- International Standard Name Identifier: 0000 0004 0972 2974
- MusicBrainz: ced5c9d5-1616-41c5-8641-92e993443b98
- Nationale Bibliotheek van Polen: a0000002559240
- Système universitaire de documentation: 250677687
- Virtual International Authority File: 303451312